# 宮城交通泉営業所
宮城交通泉営業所（みやぎこうつう いずみえいぎょうしょ）は、宮城県仙台市泉区明通にある宮城交通の営業所。
初代の泉営業所は現在の仙台北営業所だが、本項では仙台市営バス泉パークタウン出張所を引き継いだ営業所（2代目）について説明する。
また、バス停である泉パークタウン車庫前バス停にも触れる。

## 沿革
- 1980年9月 - 仙台市交通局七北田営業所泉パークタウン出張所として開設。
- 1994年3月28日  - 七北田営業所の出張所格下げにより、実沢営業所管轄となる。
- 2002年10月7日 - 宮城交通へ移管、宮城交通泉営業所となる。

## 所管路線

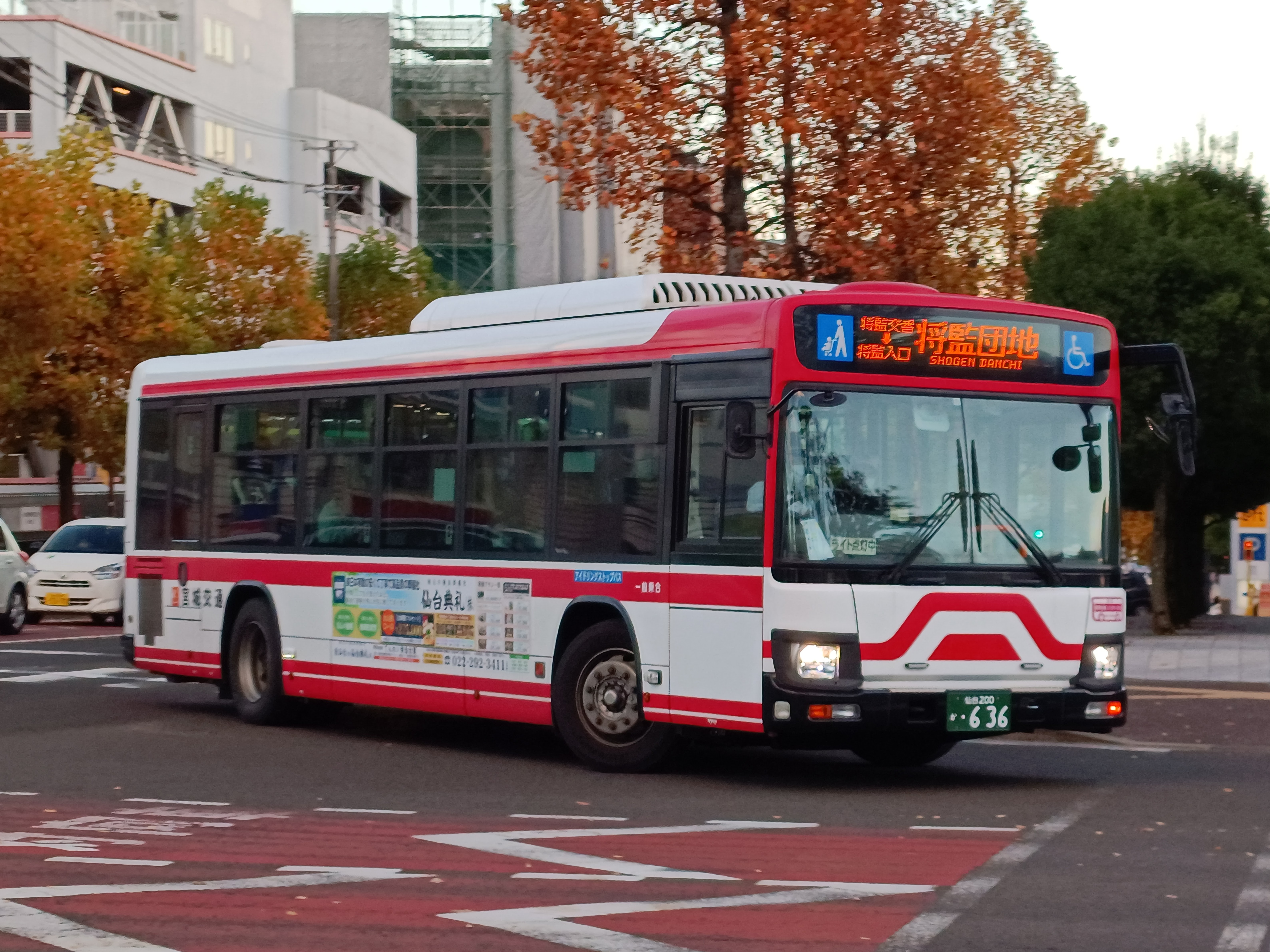
泉中央駅行（2022年11月4日）

### 将監団地線
富谷営業所、野村車庫と共管
- 将監（しょうげん）交番先回り（循環）
  - 泉中央駅 → 泉区役所・イズミティ21前 → 健康増進センター前 → 将監交番前 → 将監十丁目 → 将監西保育所前 → 将監五丁目 → 将監小学校前 → 将監団地入口 → 西裏 → 泉中央駅
- 将監入口先回り（循環）
  - 泉中央駅 → 西裏 → 将監団地入口 → 将監小学校前 → 将監五丁目 → 将監西保育所前 → 将監十丁目 → 将監交番前 → 健康増進センター前 → 泉中央駅

朝は将監交番先回り、夕方以降は将監入口先回りが多めに運行され、平日20時・土日祝19時以降は将監入口先回りのみ、更に21時以降は将監交番前行となる。また6時台に将監交番前→将監入口→泉中央駅間が設定されている。
この他、以前は将監交番先回り→仙台駅前（休日運休）や将監交番前→将監入口→仙台駅前（休日運休）便が設定されていた。ちなみにどちらも仙台駅前に向かう際は、泉中央駅前は経由せず、前沖北→泉警察署前での運行となっていた。

### 泉パークタウン線
富谷営業所、野村車庫と共管
- 桂・高森経由
  - 泉中央駅 - 健康増進センター前 - 泉高校前 - 桂一丁目 - 高森三丁目西 - （宮城大学・仙台保健福祉専門学校前 - 泉パークタウン工業団地 - 明通四丁目/明通四丁目西） - 泉パークタウン車庫前
  - 泉中央駅 - 健康増進センター前 - 泉高校前 - 桂一丁目北 - 高森三丁目西 - 宮城大学・仙台保健福祉専門学校前 - 東京エレクトロン前 - テクノヒルズ東
- 寺岡・紫山経由
  - 泉中央駅 - 健康増進センター前 - 泉高校前 - 桂一丁目 - 高森ショッピングプラザ - 寺岡一丁目北・泉アウトレット - JCHO仙台病院 - 紫山一丁目 - （宮城大学・仙台保健福祉専門学校前 - 泉パークタウン工業団地 - 明通四丁目 - ）泉パークタウン車庫前
  - 泉中央駅 → 健康増進センター前 → 泉高校前 → 桂一丁目 → 高森ショッピングプラザ → 寺岡一丁目北・泉アウトレット → JCHO仙台病院 → 紫山一丁目 → 泉西郵便局前 → 寺岡一丁目北・泉アウトレット → 高森ショッピングプラザ → 桂一丁目 → 泉高校前 → 健康増進センター前 → 泉中央駅
- 寺岡三丁目発着
  - 泉中央駅 - 健康増進センター前 - 泉高校前 - 桂一丁目 - 高森ショッピングプラザ - 寺岡一丁目北・泉アウトレット - 寺岡三丁目（ - 朝日二丁目北）

- 泉総合運動場前発着
  - 泉中央駅 - 泉高校前 - 泉総合運動場前
    - 1987年（昭和62年）7月15日 - 地下鉄南北線開業に伴う補償で仙台市交通局より一部路線移譲、仙台市営バスと共同運行。
    - 1992年（平成4年）7月15日 - 泉中央駅開業により始発地を八乙女駅から変更。
    - 2002年（平成14年）10月7日 - 仙台市交通局より全面路線移譲。
    - 2009年（平成21年）3月31日 - 泉パークタウン車庫前 - 古内北 - 宮城学院前間系統廃止。
    - 2011年（平成23年）4月18日 - 工業団地経由の一部便をテクノヒルズ東発着に振り替え。
    - 2012年（平成24年）3月26日 - 泉パークタウン車庫前→高森六丁目→地下鉄泉中央駅の系統（平日朝2本のみ）を廃止。
    - 2013年（平成25年）1月21日 - 仙台駅前発着の桂・高森・工業団地 - 泉パークタウン車庫前を廃止。
    - 2015年（平成27年）12月6日 - 地下鉄泉中央駅バス停を、泉中央駅と改称。
    - 2018年（平成30年）10月1日 - 寺岡・紫山経由の循環バスの運行を開始。工業団地経由に明通四丁目西経由（流通団地を経由しない）の系統を新設[1]。
    - 2021年（令和3年）5月1日 - 寺岡・紫山系統がJCHO仙台病院に乗り入れ[2]。
    - 2022年（令和4年）10月1日 - 循環便に泉西郵便局前バス停を新設[3]。
    - 2023年（令和5年）10月1日 - 平日のみ寺岡三丁目発着の一部便を泉パークタウン朝日地区に乗入れ[4]。

また、以前は仙台駅前発着の寺岡・紫山・工業団地 - 泉パークタウン車庫前もあったが、廃止になっている（時期は不明。2012年改正現在現存しない）。

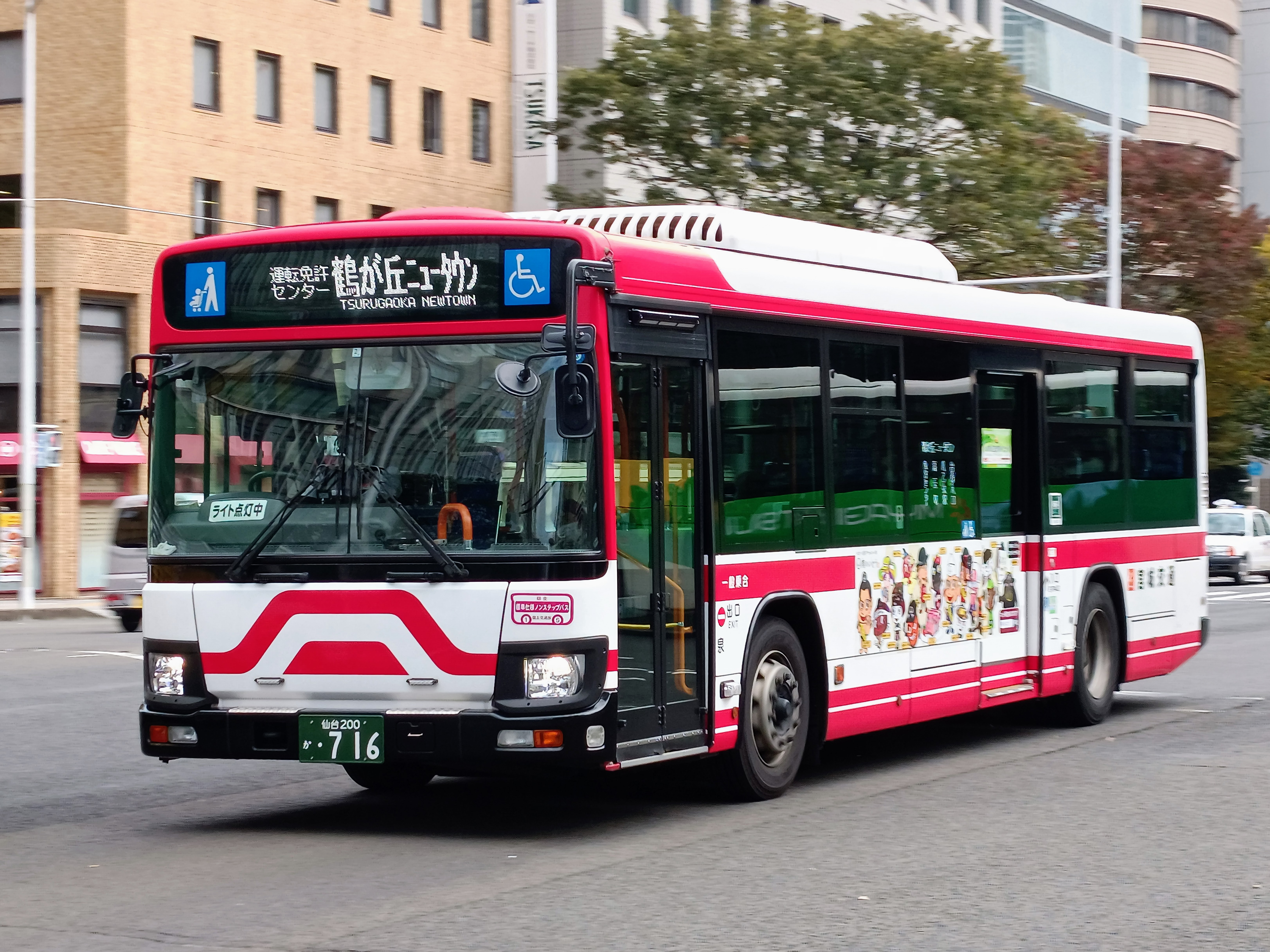
鶴が丘ニュータウン行（2022年11月1日）

### 加茂長命ヶ丘線
富谷営業所と共管

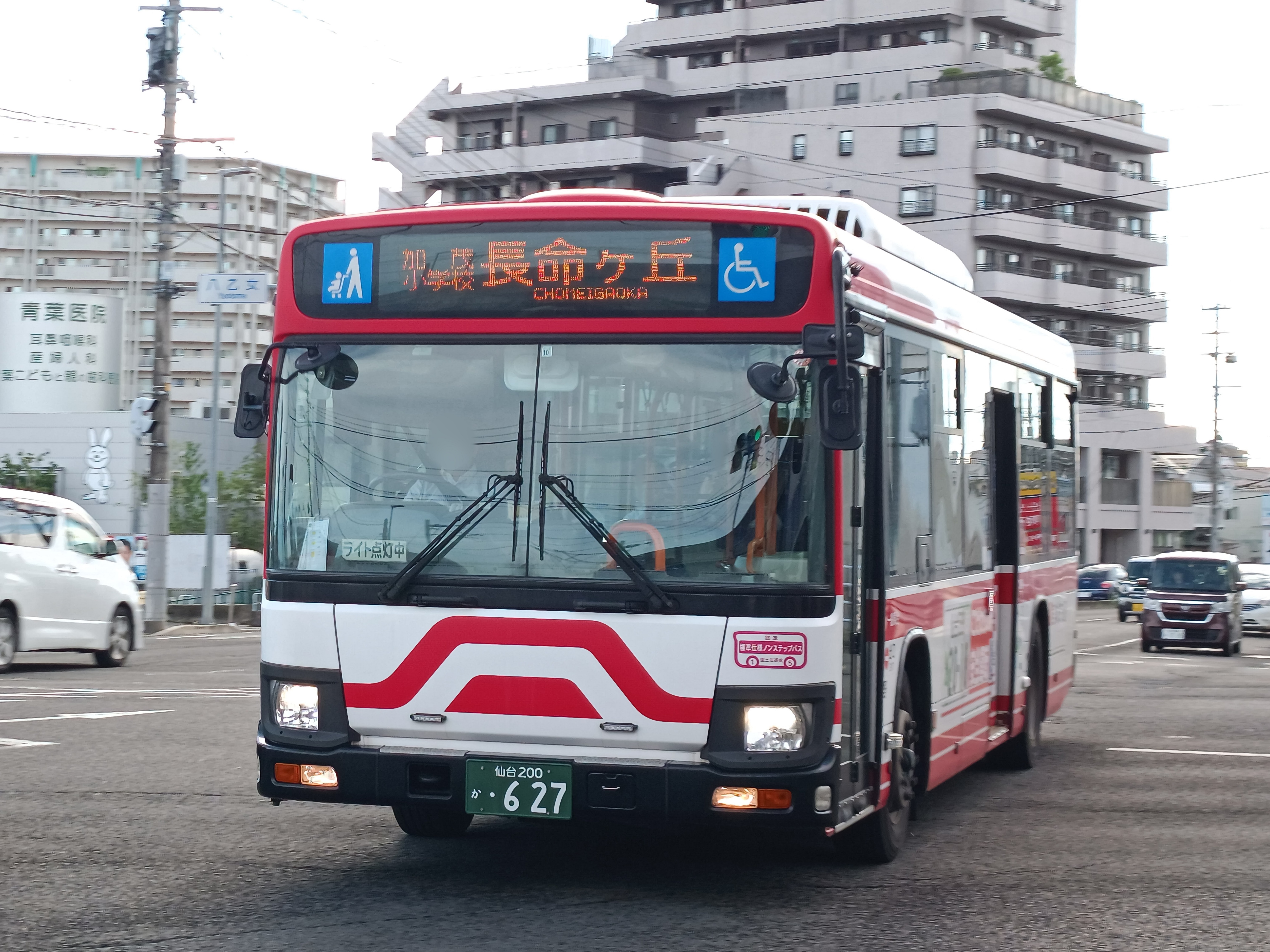
長命ヶ丘二丁目行（2022年8月17日）

- 八乙女駅 - 上谷刈三丁目 - 加茂小学校前 - 加茂五丁目北 - 長命ヶ丘二丁目
  - 2000年（平成12年）4月 - 旭ヶ丘駅 - 虹の丘・加茂団地 - 八乙女駅の系統が仙台市交通局から宮城交通へ移譲、市営バス八乙女駅 - 泉館山高校前 - 長命ヶ丘と実沢営業所 - 八乙女駅の系統廃止。
  - 2002年（平成14年）10月7日 - 八乙女駅発着の系統を仙台市交通局から宮城交通へ路線移譲、バス停名称変更「加茂公設市場前」→「加茂四丁目南」。
  - 2004年（平成16年）頃 - バス停新設「長命沼」。
  - 2006年（平成18年）4月1日 - バス停名称変更「二ッ谷」→「上谷刈三丁目」、「北浦」→「上谷刈二丁目」、「大谷地」→「上谷刈一丁目」、「丸田沢」→「上谷刈一丁目東」
  - 2007年（平成19年）10月 - 加茂五丁目北始発・発着の系統を長命ヶ丘二丁目まで延長（平日朝の仙台駅行きを除く）。
  - 2008年（平成20年）10月16日 - 乗客減少・燃料高騰などにより大幅減便。八乙女駅 - 賀茂神社 - 長命ヶ丘系統は土曜休日運休、旭ヶ丘駅 - 虹の丘・加茂 - 八乙女駅系統は休日運休へ。
  - 2015年（平成27年）12月6日 - 地下鉄旭ヶ丘駅・地下鉄八乙女駅バス停を、旭ヶ丘駅・八乙女駅とそれぞれ改称。
  - 2021年（令和3年）11月1日 - 加茂四丁目南経由が廃止[5]。

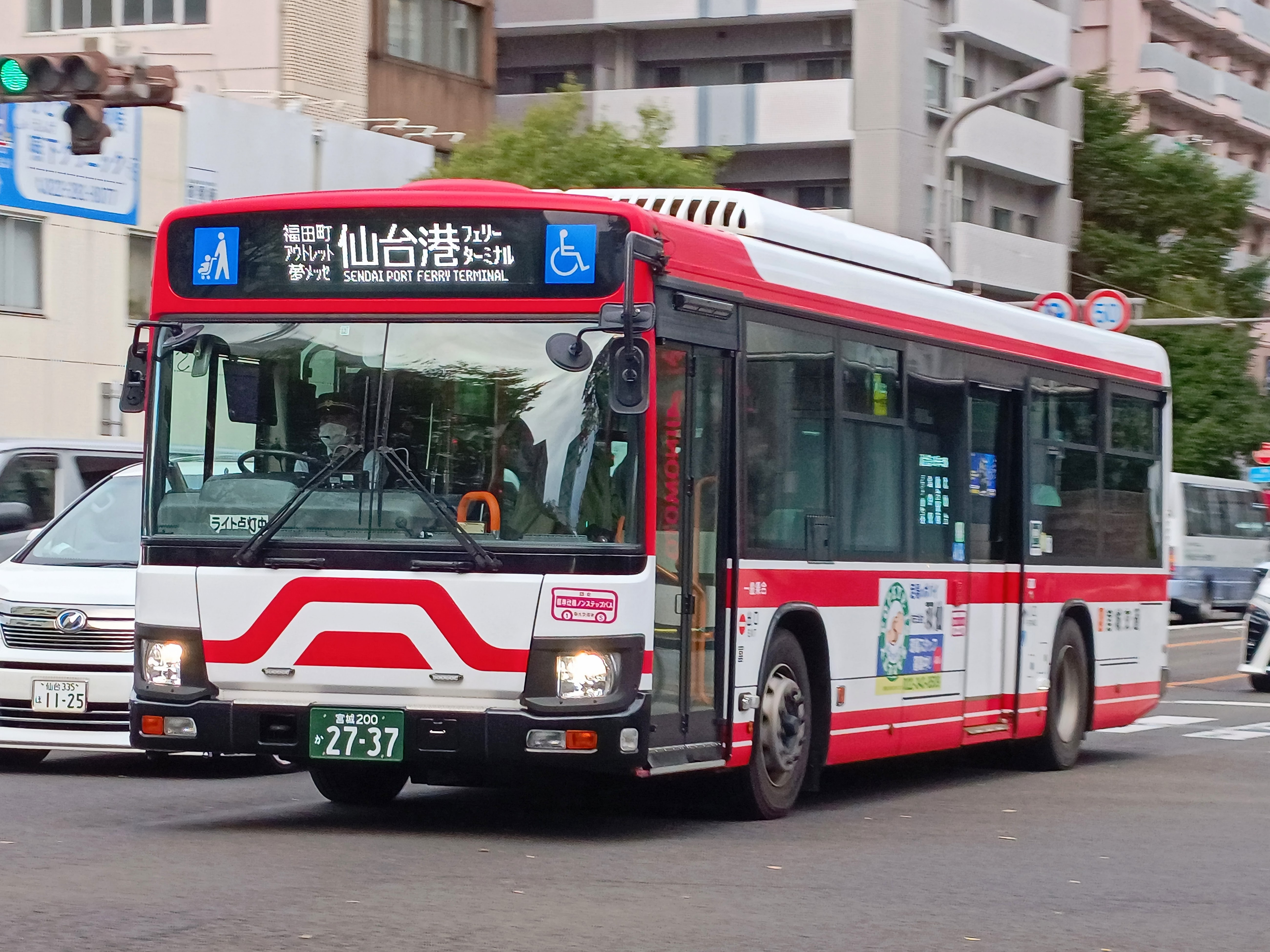
仙台港フェリーターミナル行（2022年11月4日）

### 仙台港線
野村車庫、富谷営業所と共管
- （北根車庫 → 北仙台 → 県庁市役所前 → ）仙台駅前 - 苦竹駅前 - 陸前高砂駅 - 中野栄駅 - アウトレット仙台港 - 夢メッセみやぎ前 - 仙台港フェリーターミナル
  - 2008年（平成20年）9月10日 - 三井アウトレットパーク 仙台港の開業に伴い増便し、「中野栄駅」「出花団地」「アウトレット仙台港」バス停を新設。また仙台駅前 - アウトレット仙台港間無停車の快速便（土休のみ運行）と県庁市役所前→仙台港フェリーターミナル間系統（下り便のみ）を新設。
  - 2009年（平成21年）2月2日 - 快速便を廃止、仙台港フェリーターミナル→仙台駅前間系統（上り便のみ、各停留所停車）となる。
  - 2011年（平成23年）4月18日 - 北根車庫発の一部便を除き、地下鉄泉中央駅発着となる。
  - 2015年（平成27年）12月6日 - 地下鉄泉中央駅バス停を、泉中央駅と改称。
  - 2018年（平成30年）10月1日 - 北根車庫発の一部便を除き、仙台駅前発着となる[1]。

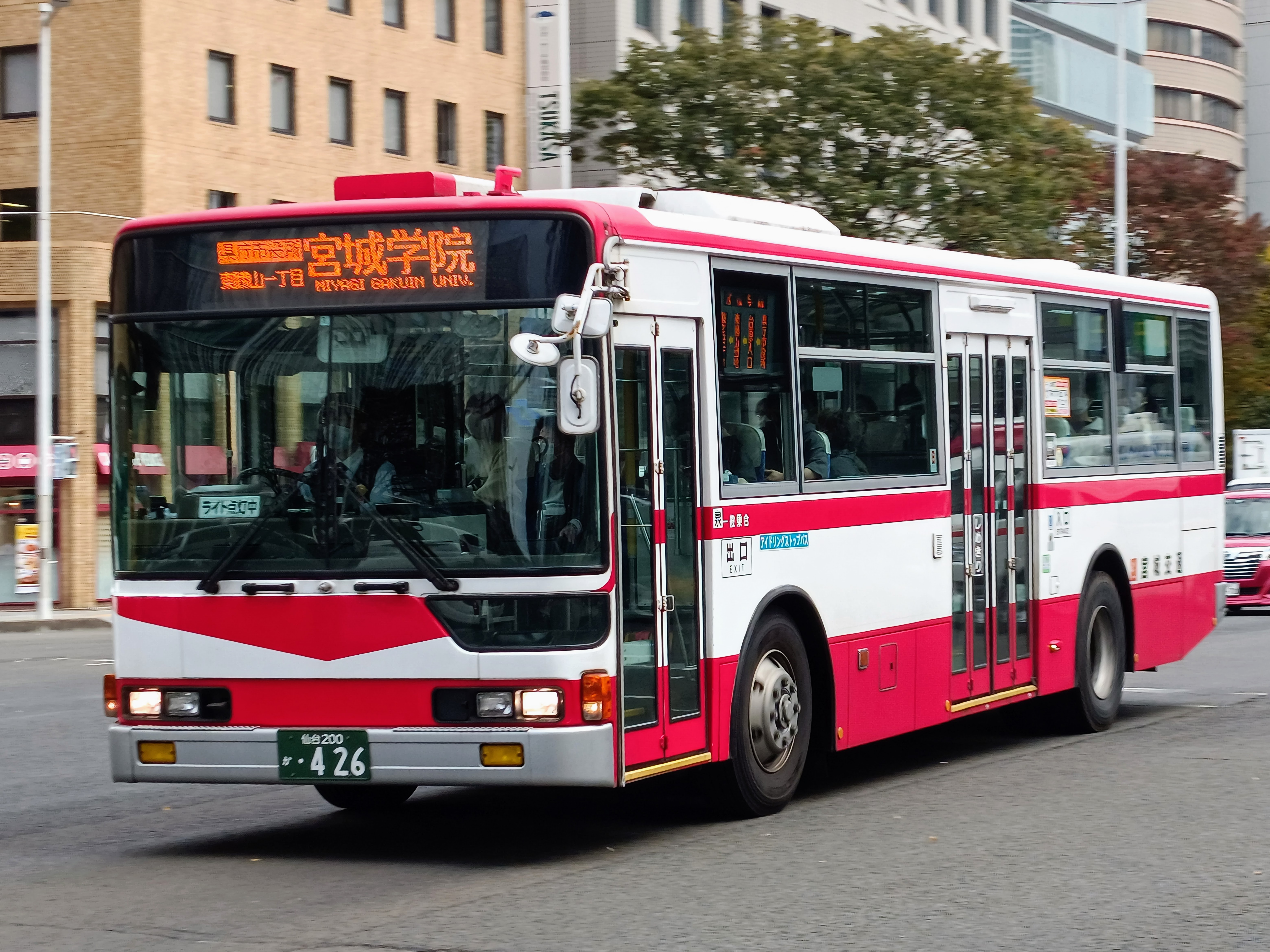
宮城学院前行（2022年11月1日）

### 泉桜ヶ丘線
野村車庫と共管

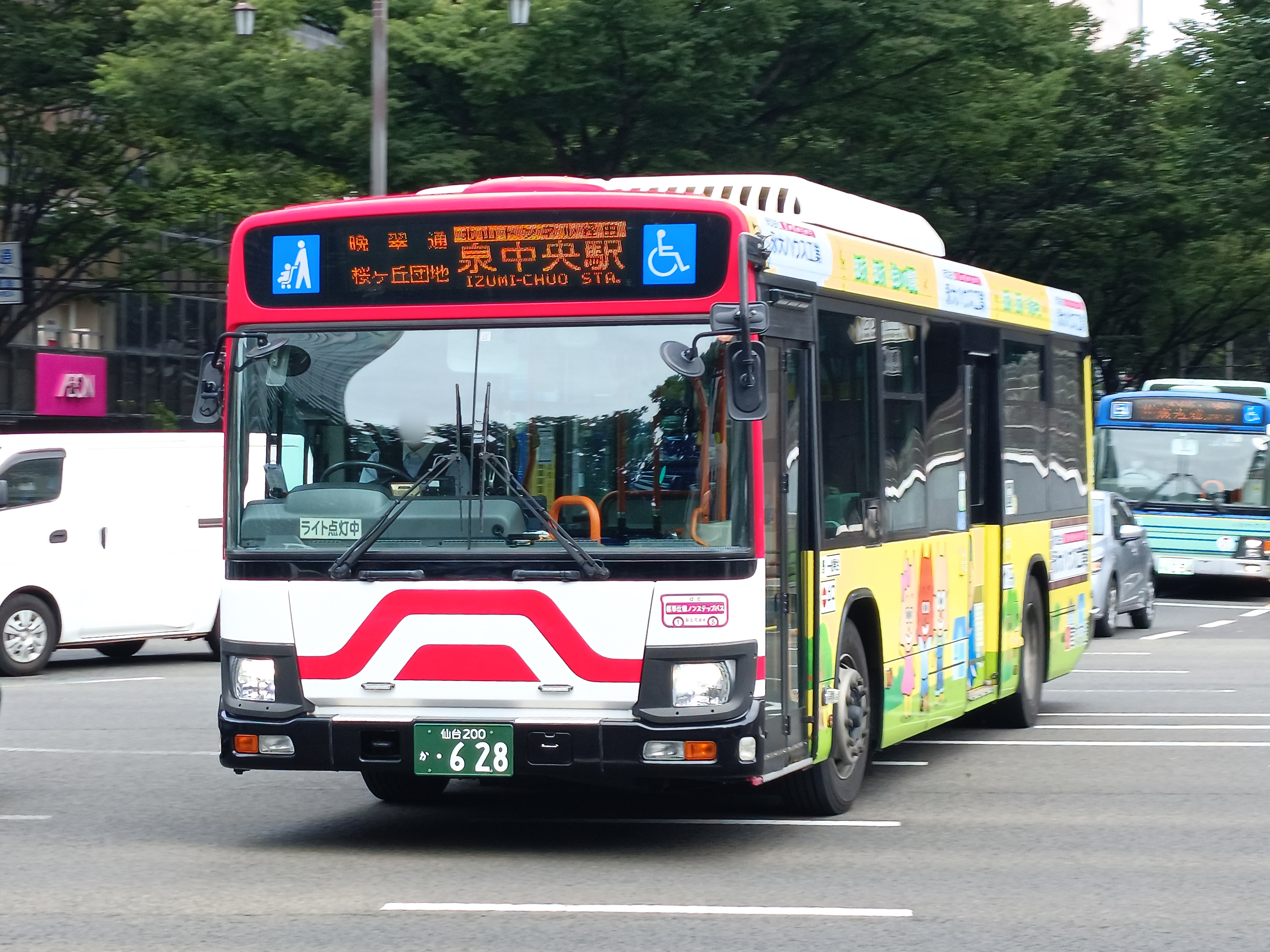
地下鉄泉中央駅行（2022年9月22日）

- 泉中央駅 - 七北田公園西口 - 加茂一丁目　- 加茂小学校前 - 古内南 - 宮城学院前 - 桜丘小学校前 - 桜ヶ丘ロータリー - 桜ヶ丘団地入口 - 本沢三丁目西 - （北山トンネル） - 木町 - 東北大学病院前 - 春日町 - 青葉通一番町駅 - 仙台駅前
  - 2004年（平成16年）3月 - 仙台市交通局からの委譲により、桜ヶ丘住民へのサービス向上策として地下鉄泉中央駅 - 宮城学院前 - 桜ヶ丘ロータリー - 桜丘小学校前間で運行開始。
  - 2008年（平成20年）10月16日 - 燃料高騰などにより土曜・休日の運行本数を半減。
  - 2009年（平成21年）10月1日 - 加茂小学校経由へ経路変更（朝の便のみ従来通り加茂四丁目南経由で運行）、「上谷刈三丁目北」バス停を新設。
  - 2012年（平成24年）3月26日 - 桜ヶ丘団地入口以南を北山トンネル経由で仙台駅前まで延伸（桜ヶ丘団地内の回り方が従来と逆になる）。加茂四丁目南経由便を加茂小学校経由に統一。
  - 2015年（平成27年）12月6日 - 地下鉄泉中央駅バス停を、泉中央駅と改称。

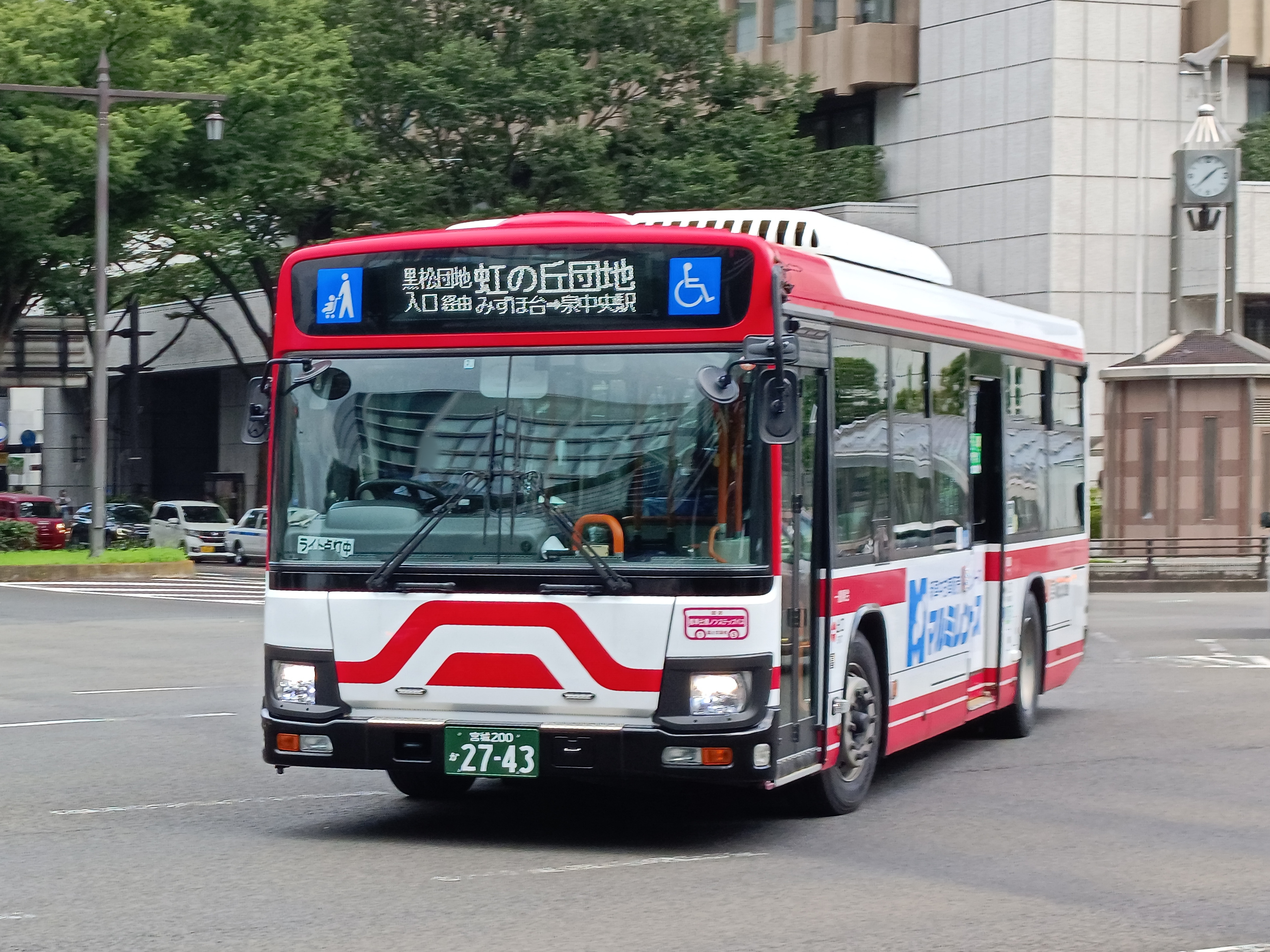
地下鉄泉中央駅行（2022年9月1日）

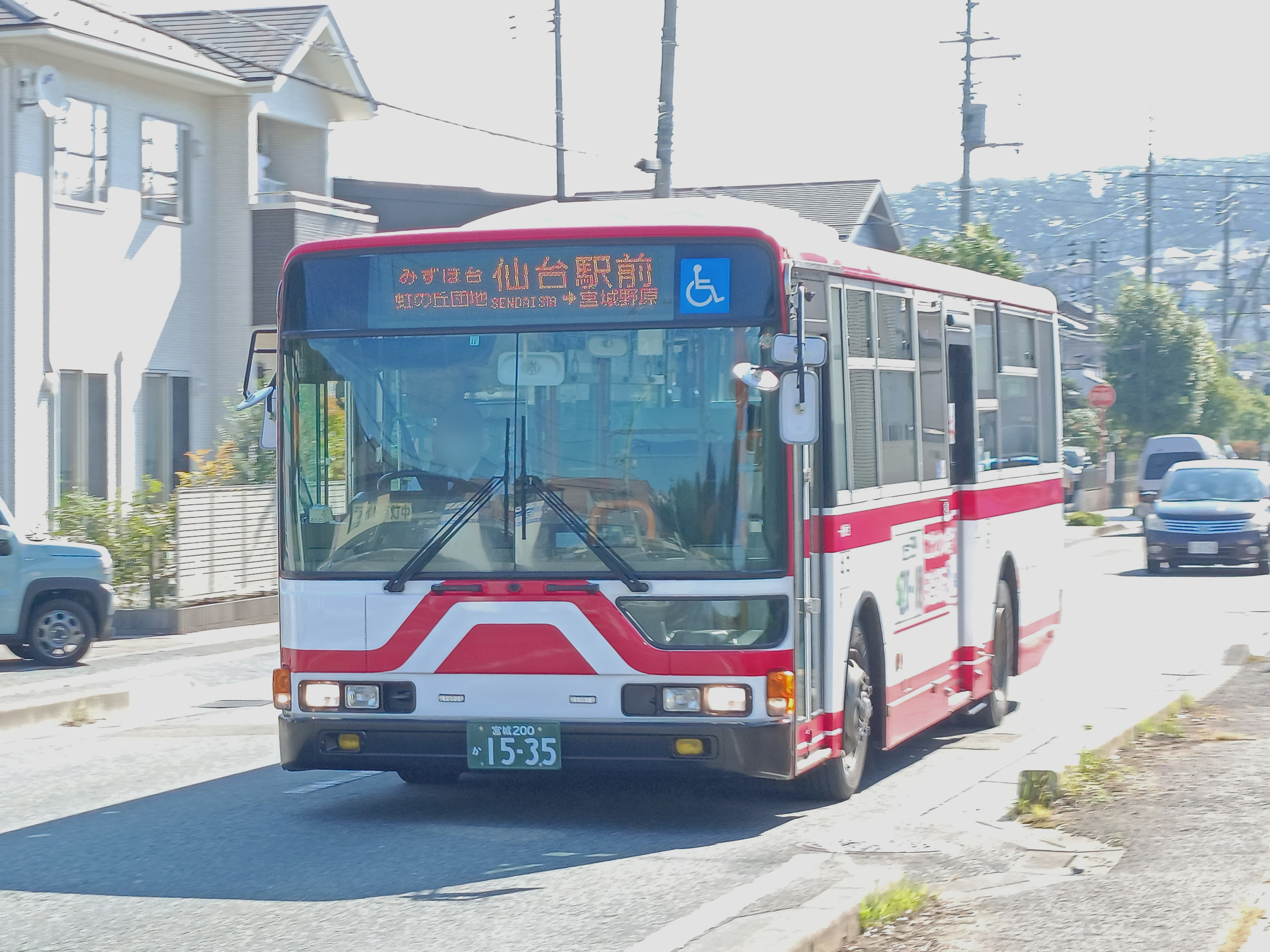
みずほ台経由宮城野原駐車場前行（2022年10月1日）

### 虹の丘団地線
富谷営業所、野村車庫と共管
- （宮城野原駐車場前 - 仙台医療センター入口 / 宮城野原駅・仙台医療センター前 - 二十人町 - ）仙台駅前 - 県庁市役所前 - 北仙台 - 東勝山一丁目 - 東勝山中央 - 虹の丘三丁目 - 水の森公園キャンプ場入口
- （宮城野原駐車場前 - 仙台医療センター入口 / 宮城野原駅・仙台医療センター前 - 二十人町 - ）仙台駅前 - 県庁市役所前 - 北仙台 - 北根三丁目 - 黒松団地入口 - 三島学園・東北生活文化大学・高校前 - 水の森公園キャンプ場入口（ - みずほ台東 - 泉中央駅／←八乙女駅）
  - 2007年（平成19年）4月1日 - 「虹の丘四丁目」発着便を「水の森公園キャンプ場入口」まで延長。
  - 2012年（平成24年）10月1日 - みずほ台経由地下鉄八乙女駅発着便を廃止、地下鉄泉中央駅発着便に一本化。
  - 2013年（平成25年）1月27日 - みずほ台経由地下鉄八乙女駅発着便を再開（但し、朝の仙台駅前行のみ）。
  - 2015年（平成27年）12月6日 -  地下鉄旭ヶ丘駅・地下鉄八乙女駅・地下鉄泉中央駅バス停を、旭ヶ丘駅・八乙女駅・泉中央駅とそれぞれ改称。
  - 不明 - 旭ヶ丘駅系統廃止
  - 2022年（令和4年）10月1日 - 仙台駅前発着便の一部を宮城野原駐車場前まで延長[3]。
  - 2024年（令和6年）9月30日 - 八乙女駅発賀茂神社・虹の丘団地・黒松団地入口経由仙台駅前系統を廃止[6]。
- 以前は仙台市営バスも虹の丘団地に乗り入れていたが、現在は撤退して宮城交通に一本化している。

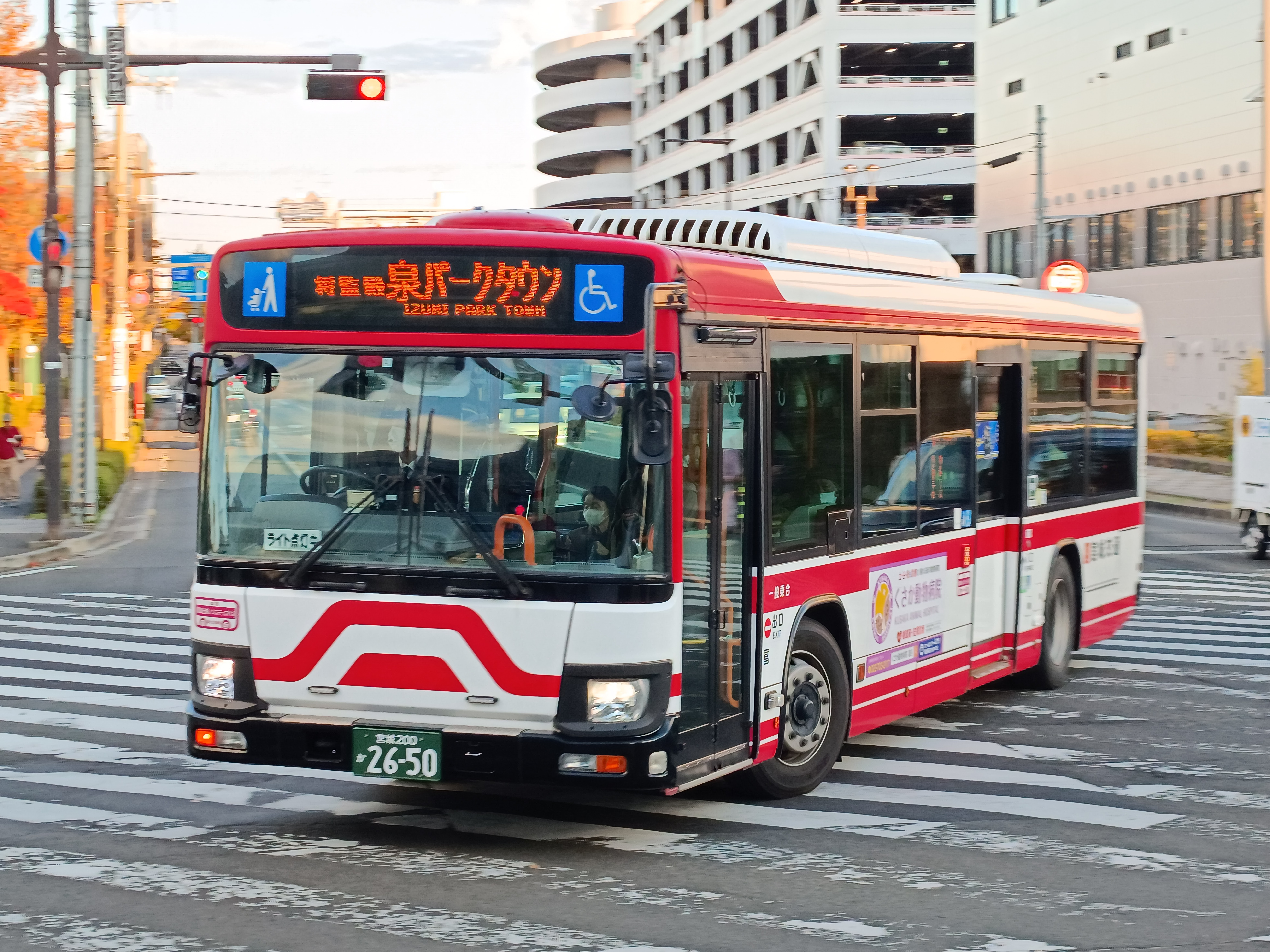
泉パークタウン車庫行（2022年11月4日）

### 将監ニュータウン線
- 泉中央駅 - 将監二丁目 - 将監殿四丁目 - 桂四丁目 - 北高森 - 宮城大学・仙台保健福祉専門学校前 - 泉パークタウン工業団地 - 明通四丁目西 - 泉パークタウン車庫
- 泉中央駅 - 将監二丁目 - 将監殿四丁目 - 桂四丁目 - 泉パークタウン車庫
  - 2009年（平成21年）4月1日 - 運行開始。
  - 2018年（平成30年）10月1日 - 明通四丁目西経由に変更。

## 過去の担当路線

### 荒井多賀城線
- [急行] 荒井駅 - 卸町東五丁目北 - うみの杜水族館前 - アウトレット仙台港西 - 中野栄駅
  - 2015年12月6日の地下鉄東西線開業にあわせ、開業日から2016年5月29日までの土・日・祝日に限り運行した[7]。

## 泉パークタウン車庫前バス停
泉パークタウン車庫前バス停は宮城交通の停留所である。以前は仙台市営バスとの共用バス停だったが、仙台市営バスの泉パークタウン出張所からの撤退に伴い、宮城交通単独のバス停となった。

### 停車路線
- 高森・桂経由泉中央駅
- 泉パークタウン工業団地・高森・桂経由泉中央駅
- 紫山・寺岡経由泉中央駅
- 泉パークタウン工業団地・紫山・寺岡経由泉中央駅
- 宮城大学・将監殿経由泉中央駅